# Silvia Gallego
Silvia Ester Gallego (General Pico, 1948) es una política argentina, miembro del Partido Justicialista, que se desempeñó como senadora nacional por la provincia de La Pampa entre 2003 y 2009. Previamente se desempeñó como diputada provincial en dos oportunidades.

## Biografía
Nació en General Pico en 1948, hija de María del Carmen Balent de Gallego, quien se desempeñó como legisladora de la entonces Provincia de Eva Perón. Entre 1973 y 1976 trabajó en la Legislatura provincial, donde fue secretaria privada del entonces vicegobernador Rubén Marín.
Miembro del Partido Justicialista (PJ), fue congresal provincial y nacional, siendo también secretaria general de la Rama Femenina del PJ.
Entre 1987 y 1991 fue diputada provincial, siendo la única mujer del bloque justicialista. Allí presidió la comisión de Legislación Social. En ese período, fue autora de la Ley Provincial N.° 1081 sobre «erradicación de violencia familiar», de una ley que estableció la obligatoriedad de realización del test de Papanicolau, y de la Ley Provincial N.° 1363, que creó un programa de «Procreación Responsable», siendo la primera legislación sobre anticoncepción en Argentina. La ley prevé «información, prestaciones de servicios y distribución gratuita de anticonceptivos no abortivos, controles de salud, tratamientos de infertilidad y capacitación» para quien lo requiera, reemplazando la vigencia de un decreto del gobierno nacional de facto de Juan Carlos Onganía. Fue aprobada por la Legislatura provincial con un solo voto en contra, en su última sesión de 1991, y promulgada una vez asumido el gobernador Rubén Marín.
Fue Ministra de Bienestar Social de la provincia de La Pampa entre 1991 y 1995, sirviendo bajo el gobernador Marín. Volvió a la Cámara de Diputados provincial entre 1995 hasta 2003, siendo también convencional constituyente provincial. En ese período fue autora de la Ley Provincial N.° 2079, que reconoció como prácticas médicas la vasectomía y la ligadura de trompas.
En 2003 fue elegida senadora nacional por La Pampa, finalizando su mandato en diciembre de 2009. Fue presidenta de la comisión de Población y Desarrollo Humano; vicepresidenta de la comisión de Educación, Cultura, Ciencia y Tecnología; y vocal en las comisiones de Trabajo y Previsión Social; Agricultura, Ganadería y Pesca; Salud y Deporte; y Ambiente y Desarrollo Sustentable. Fue autora de la Ley Nacional N.° 26.485 de «protección integral para prevenir, sancionar, erradicar la violencia contra las mujeres en los ámbitos en que se desarrollen sus relaciones interpersonales».
Días después de dejar su banca, fue designada en el directorio del Banco de la Nación Argentina, donde además fue Presidenta de la Fundación Banco Nación. Posteriormente, se ha desempeñado como asesora de la senadora pampeana Norma Haydée Durango.